# سكوت ماكلولين
سكوت ماكلولين (بالإنجليزية: Scott McLaughlin)‏ (20 يناير 1984 بغلاسكو في المملكة المتحدة - ) هو لاعب كرة قدم بريطاني في مركز الوسط. لعب مع كوين أوف ساوث وهاميلتون أكاديميكال ونادي كلايد وأردريونيانز ونادي آير يونايتد ونادي غرينوك مورتون ونادي ليفينغستون لكرة القدم ونادي بيترهيد ‏.

## وصلات خارجية
- سكوت ماكلولين على موقع قاعدة بيانات كرة القدم.إي يو (الإنجليزية)
- سكوت ماكلولين على موقع Soccerbase.com (لاعب) (الإنجليزية)